# IC 613
IC 613 је елиптична галаксија у сазвјежђу Лав која се налази на листи објеката дубоког неба у Индекс каталогу.
Деклинација објекта је + 11° 0' 41" а ректасцензија 10h 27m 7,7s. Привидна величина (магнитуда) објекта IC 613 износи 14,4 а фотографска магнитуда 15,4. IC 613 је још познат и под ознакама MCG 2-27-18, CGCG 65-38, NPM1G +11.0239, PGC 30728.